# 2009년 가봉 대통령 선거
2009년 가봉 대통령 선거는 2009년 8월 30일 가봉에서 치러진 조기 대통령 선거이다. 오마르 봉고 대통령이 가봉의 유일한 대통령으로 41년 이상 재임한 후 6월 8일 사망하면서 발생했다. 헌법에 로즈 프랑신 로공베 임시 대통령이 30~45일 안에 선거를 치르도록 돼 있는 가운데 헌법재판소는 사정을 이유로 정부의 연기 요청을 받아들였다.
총 23명의 후보가 선거에 출마할 수 있도록 승인되었으나, 이 중 6명이 선거일 직전에 사퇴하여 17명의 후보가 당선되었다. 많은 후보들에도 불구하고, 그들 중 세 명은 대통령직을 위한 주요 경쟁자로 여겨졌는데, 오랫동안 집권한 가봉 민주당(PDG)의 후보였던 오마르 봉고의 아들 알리 봉고 온딤바, 정당연합의 지지를 받은 급진 야당 지도자 피에르 맘바운두, 무소속으로 출마해 다른 후보들의 지지를 얻은 전 PDG 당원인 앙드레 음바 오바메이다.
2009년 9월 3일 발표된 공식 결과에 따르면 봉고는 41.7%의 득표율로 당선되었으며, 음바 오바메와 맘바운두는 각각 25%의 득표율로 뒤를 이었다. 야당 지지자들은 그 결과에 격렬하게 반응했다.

## 후보자들
후보 지원서의 제출 기간은 7월 22일 저녁에 끝났다. 당시 CENAP는 약 30건의 신청을 받은 것으로 알려졌는데, 이는 출마 의사를 공개적으로 밝힌 사람 수보다 많았다. 유권자 등록 기간은 24시간 연장되었지만, UPG와 PSG 야당은 투표를 원하는 모든 사람들의 등록을 용이하게 하기 위해 1주일 더 연장할 것을 요구했다. 7월 23일, CENAP는 대통령 선거에 출마할 수 있는 18명의 후보들의 명단을 발표했다. 아요 아세이, 아에게 응동, 두보즈 라세니, 음바 아베솔, 메흐디 틸은 모두 선거를 이틀 앞둔 8월 28일 앙드레 음바메를 지지하며 사퇴했다. 카지미에시 오예 음바는 선거 당일인 8월 30일에 기권하여 후보 명단을 17명으로 줄였다.